# Mighty Ducks
Mighty Ducks (conocida como Los campeones de Disney en Hispanoamérica y Los patos poderosos en España) es una serie de televisión de dibujos animados estadounidense producida por los estudios Disney y emitida entre el 6 de septiembre de 1996 y el 17 de enero de 1997 en la red de ABC y en México por Canal 5 de Televisa en 1998. Está basada en la película Los Campeones (The Mighty Ducks) y Los Campeones 2 (The Mighty Ducks 2) y el equipo de hockey de Anaheim Ducks.

## Argumento
Los Patos Poderosos es el equipo de hockey local de la ciudad de Anaheim, California, formado por patos antropomorfos de origen alienígena, expertos en este deporte.

## Personajes
- Wildwing Flashblade: salvado por Canard del ataque de los Saurios sobre Puckworld, él es el líder de los Patos dentro y fuera del hielo. Aunque en un principio no quiso hacerse cargo después la desaparición de Canard, finalmente llega a aceptar el liderazgo.
- Nosedive Flashblade: el hermano menor de Wildwing, que inicialmente no estaba destinado a ser parte de la resistencia de Canard. Tiene tendencia a no tomarse las cosas en serio.
- Duke L'Orange: un famoso ladrón de joyas en Puckworld, aunque Duke cambió su forma de ver las cosas después de la batalla contra las tropas del Señor Dragaunus. Duque ha utilizado un Blaster Puck en algunos episodios, pero sobre todo utiliza una espada de oro llamada Ducksaber. Otras veces utiliza sólo un «sable».
- Mallory McMallard: Mallory es una temperamental pelirroja que tiene bien aprendidas las artes marciales en la versión Puckworld, aunque la mayoría de las veces en combate se contenta con sólo usar un Blaster Puck.
- Tanya Vanderflock: es el apoyo logístico y científico del grupo. Es buena con la mecánica y utiliza el Omnitool en la muñeca con muchos de sus proyectos, incluyendo mantener los vehículos. A pesar de su intelecto, no tiene confianza en sí misma; tiene una personalidad suave. No es tan buen luchador como los otros patos y tiene numerosas alergias.
- Marque "Grin" Hardwing: un gigante musculoso con una fuerte filosofía Zen. A diferencia del estereotipo de la gente fuerte y grande, Grin es sabio y no deja que su ira le sobrepase.
- Canard Thunderbeak: Canard Thunderbeak era el mejor amigo de Wildwing en su planeta natal, y el único superviviente restante de la Resistencia de Puckworld (o eso se piensa).

### Villanos
- Lord Dragaunus: el líder de los Saurios, enemigos galácticos de los patos. Dragaunus es malo, mal encarado, grande, fuerte y además puede respirar fuego. No es contrario a la idea de trabajar o hacer tratos con seres humanos e incluso con otras razas alienígenas en su búsqueda de la dominación del mundo.
- Siege: es un soldado saurio de gran tamaño que es agresivo y odia fuertemente a los patos. En particular, Grin, debido a que es el pato grande, es capaz de enfrentarse cara a cara y, por lo general, salir airoso de la pelea.
- Chameleon: un cambiaformas escuálido y tramposo que es capaz de aumentar o disminuir su fuerza, tamaño y destreza en función de sus transformaciones.

## Doblaje
| Personaje             | Actor Original (EE. UU.) | Actor de voz (Latinoamérica) | Actor de voz (España) |
| --------------------- | ------------------------ | ---------------------------- | --------------------- |
| Wildwing Flashblade   | Ian Ziering              | Alfonso Obregón              | Guillermo Romero      |
| Nosedive Flashblade   | Steve Mackall            | Irwin Daayán                 | David Robles          |
| Duke L'Orange         | Jeff Bennett             | Yamil Atala                  | Lorenzo Beteta        |
| Mallory McMallard     | Jennifer Hale            | Araceli de León              | Cecilia Santiago      |
| Tanya Vanderflock     | April Winchell           | Laura Torres                 | Chus Gil              |
| Check "Grin" Hardwing | Brad Garrett             | Miguel Ángel Ghigliazza      | Juan Fernández Mejías |
| Phil Palmfeather      | James Belushi            | Jesse Conde                  | José Antonio Ceinos   |

## Lista de episodios
1. The First Face-Off: Part 1
2. The First Face-Off: Part 2
3. A Traitor Among Us
4. Zap Attack
5. Phil in the Blank
6. Power Play
7. Dungeons and Ducks
8. Take Me to Your Leader
9. The Human Factor
10. Beak to the Future
11. Microducks
12. Beaks vs B.R.A.W.N.
13. Jurassic Puck
14. The Return of Dr. Droid
15. Mondo-Man
16. Puck Fiction
17. Monster Rally
18. Buzz Blitzman—Mighty Duck
19. Bringing Down Baby
20. Mad Quacks Beyond Hockeydome
21. The Final Face-Off
22. The Iced Ducks Cometh
23. The Most Dangerous Duck Hunt
24. The Return of Asteroth
25. Duck Hard
26. To Catch a Duck